# Exil assyrien

Déportation du royaume du nord d'Israël par l'Empire assyrien.

L'exil assyrien (ou la captivité assyrienne) est la période de l'histoire de l'antique Israël et de Juda au cours de laquelle plusieurs milliers d'Israélites de l'ancienne Samarie ont été déportés en captivité par l'Assyrie. C'est l'un des nombreux cas de déportations forcées (en) mises en œuvre par l'Empire néo-assyrien. Le royaume du Nord (Israël) a été conquis par les monarques néo-assyriens, Tiglath-Pileser III (Pul) et Shalmaneser V. Les derniers dirigeants assyriens, Sargon II, ainsi que son fils et successeur, Sennachérib, étaient responsables des vingt ans de disparition du royaume des dix tribus du nord, bien qu'ils n'aient pas dépassé le royaume du Sud. La capitale du royaume de Juda, Jérusalem, a été assiégée, mais pas prise. Les tribus déportées de force par l'Assyrie ont été appelées plus tard les Dix tribus perdues.

## Récit biblique
Les premières déportation en captivités ont commencé dans les années 732 av. J.-C. d'après l'historiographie contemporaine.
 Alors le Dieu d’Israël excita l’esprit de Poul, roi d’Assyrie, et celui de Tilgat-Pilnésser, roi d’Assyrie, qui déporta les Rubénites, les Gadites et ceux de la demi-tribu de Manassé et les amena à Halah, Habor, Hara, et près du fleuve de Gozân, où ils sont encore aujourd’hui. (1 Chroniques 5,26)
 Au temps de Pékah (Phacée), roi d’Israël, Tiglat-Pilésser, roi d’Assyrie, survint et conquit Iyyôn (Ajon), Abel-Beth-Maakha, Yanoah, Kédech (Cédès), Haçor, le Galaad, la Galilée, tout le pays de Nephtali, et en déporta les habitants en Assyrie. (2 Rois 15,29)
En 722 av. J.-C., près de dix à vingt ans après les premières déportations, la ville souveraine du Royaume du Nord d'Israël, Samaria, fut finalement prise par Sargon II après un siège de trois ans commencé par Shalmaneser V.
3. C’est lui que vint attaquer Salmanazar, roi d'Assyrie, mais Osée fit sa soumission et paya tribut.
4. Puis le roi d’Assyrie surprit un complot d’Osée : celui-ci, ayant envoyé des émissaires à So, roi d’Égypte, ne livrait plus au roi d’Assyrie le tribut annuel. Le roi d’Assyrie le fit enfermer et enchaîner dans une prison.
5. Ensuite le roi d’Assyrie fit des expéditions dans tout le pays ; il attaqua Samarie et en fit le siège pendant trois ans.
6. La neuvième année du règne d’Osée, le roi d’Assyrie s’empara de Samarie; et exila les Israélites en Assyrie ; il les établit à Halah sur le Haber, fleuve du Gozân, et dans les villes de la Médie. (2 Rois 17,3–6)
 11. Le roi d’Assyrie emmena Israël en exil dans le pays d’Assyrie ; il le transporta à Halah, sur le Haber, rivière de Gozân, et dans les villes de la Médie,

12. parce qu’ils n’avaient pas obéi aux ordres de l’Éternel, leur Dieu, qu’ils avaient transgressé son alliance, tout ce qu’avait prescrit Moïse, serviteur de l’Éternel : ils n’avaient rien écouté ni pratiqué. (2 Rois 18,11–12)
Le terme "villes de la Médie" mentionné ci-dessus peut être une corruption d'un texte original "Montagnes des Mèdes ",.
Le Livre des Rois déclare à plusieurs reprises que tout le peuple du Royaume d'Israël avait été emmené en exil par les Assyriens. Certains pensent que les informations des Livres des Chroniques sur le sort du Royaume du Nord s'additionnent différemment. On cite souvent la 2ème Chronique, chapitre 15, qui mentionne qu'il y a eu des habitants des villes montagnardes d'Éphraïm et de Manassé, qui ont été capturés par le roi de Judée, Asa de Juda. Et Asa, séjournant parmi la population du royaume de Judée, revint pratiquer la foi hébraïque. Cependant, il s'agit là d'une mauvaise description des événements. Puisque ces écritures déclarent clairement que c'était à une époque où le royaume du Nord était encore intact, cela s'est passé à une époque antérieure à la captivité assyrienne.
8. Il sortit au devant d’Asa et lui dit : "Écoutez-moi, Asa et tout Juda et Benjamin ! L’Éternel est avec vous, lorsque vous êtes avec lui ; si vous le recherchez, il vous sera accessible ; mais si vous l’abandonnez, il vous abandonnera.
9. Il rassembla tout Juda et Benjamin et ceux d’Ephraïm, de Manassé et de Siméon qui étaient venus séjourner parmi eux ; de fait des gens d’Israël s’étaient ralliés à lui en grand nombre, en voyant que l’Éternel, son Dieu, était avec lui.

10. Ils s’assemblèrent à Jérusalem le troisième mois de la quinzième année du règne d’Asa. (2 Chroniques 15,8–10)
Selon la 2e Chronique, chapitre 30, certaines personnes du royaume du Nord d'Israël n'ont pas été exilées.
Le roi Ézéchias les invita à célébrer la fête de Pâque à Jérusalem avec la population de Judée. (Le congé a été fixé à un mois de sa date d'origine.)
Ézéchias envoya ses messages pour répandre la nouvelle parmi le reste du royaume du Nord; on se moqua de ces messages pendant leur visite au pays d'Éphraïm, Manassé et Zabulon.
Cependant, quelques habitants d'Asher, de Manassé et de Zebulun se sont humiliés et sont venus à Jérusalem.
Dans une partie ultérieure du chapitre, des personnes de la tribu d'Issacar et même des étrangers qui "sont sortis de la terre d'Israël" auraient participé à la fête de Pâque.
Des chercheurs bibliques tels que Umberto Cassuto et Elia Samuele Artom ont affirmé qu'Ézéchias aurait pu annexer ces territoires, dans lesquels des habitants du royaume d'Israël seraient restés, dans son propre royaume.
 Ezéchias envoya un message à tout Israël et Juda ; il écrivit aussi des lettres à Ephraïm et Manassé, les invitant à venir au temple de l’Éternel à Jérusalem, pour célébrer la Pâque [en l’honneur de] l’Éternel, Dieu d’Israël. (2 Chroniques 30,1)
 5. et ils décidèrent de proclamer par tout Israël, de Bersabée à Dan, qu’on eût à venir célébrer la Pâque en l’honneur de l’Éternel, Dieu d’Israël, à Jérusalem, car on ne l’avait pas de longtemps célébrée ainsi qu’il était écrit.
6. Les courriers partirent, nantis des lettres de la main du roi et de ses chefs, dans tout Israël et Juda, pour dire, conformément à l’ordonnance du roi : "Enfants d’Israël, revenez à l’Éternel, Dieu d’Abraham, d’Isaac et d’Israël, afin qu’il revienne à ce reste de vous qui a pu échapper à la main des rois d’Assyrie.
7. Ne soyez point semblables à vos pères et à vos frères, qui furent infidèles à l’Éternel, Dieu de leurs pères, de sorte qu’il les livra à la désolation, comme vous le voyez.
8. A présent, ne roidissez pas votre nuque comme vos pères ; tendez la main vers l’Éternel, venez dans son sanctuaire, qu’il a consacré à jamais, servez l’Éternel, votre Dieu, afin qu’il détourne de vous le feu de sa colère.

9. C’est par votre retour à l’Éternel que vos frères et vos enfants trouveront de la pitié auprès de leurs ravisseurs, de façon à retourner dans ce pays, car clément et miséricordieux est l’Éternel, votre Dieu, et il ne détournera pas sa face de vous, si vous revenez à lui." (2 Chroniques 30,5–9)
 11. Seuls des hommes d’Aser, de Manassé et de Zabulon s’humilièrent et vinrent à Jérusalem.
 
12. En Juda aussi la main de Dieu agit pour leur donner un même cœur, afin d’accomplir l’ordre du roi et des chefs selon la prescription de l’Éternel. (2 Chroniques 30,11–12)
 18. Une grande partie du peuple, beaucoup de gens d’Ephraïm et de Manassé, d’Issachar et de Zabulon, ne s’étaient pas purifiés ; ils avaient mangé l’agneau pascal sans égard aux prescriptions ; mais Ezéchias avait intercédé pour eux, disant : "L’Éternel, qui est bon, absoudra. (2 Chroniques 30,18)
 25. Toute l’assemblée de Juda se réjouit, ainsi que les prêtres, les Lévites, toute la foule venue du pays d’Israël et les étrangers, ceux qui étaient venus du pays d’Israël et ceux qui résidaient en Juda.

26. Il y eut une grande joie à Jérusalem, car depuis le temps de Salomon, fils de David, roi d’Israël, il n’y avait rien eu de semblable à Jérusalem. (2 Chroniques 30,25–26)
Dans la 2e Chronique, chapitre 31, il est dit que le reste du royaume d'Israël est rentré chez lui, mais pas avant d'avoir détruit les lieux de culte des idoles de Ba'al et d'Ashera laissés dans "tout Juda et Benjamin, à Éphraïm aussi et Manassé".
 1. Quand tout cela fut terminé, tous les Israélites qui se trouvaient là s’en allèrent par les villes de Juda ; ils brisèrent les statues, abattirent les Achêra, démolirent les hauts lieux et les autels dans tout Juda, Benjamin, Ephraïm et Manassé, jusqu’à complète destruction, et tous les enfants d’Israël s’en retournèrent chacun chez soi, dans leurs villes. (2 Chroniques 31,1)

## Cunéiforme assyrien
La Chronique babylonienne ABC1 rapporte que Shalmaneser V a conquis la Samarie, comme indiqué dans la Bible. De même, selon les cunéiformes assyriens, 27 290 captifs ont été capturés et déportés de Samarie la capitale du royaume du Nord d’Israël, par la main de Sargon II.
Sargon enregistre sa première campagne sur les murs du palais royal de Dur-Sharrukin (Khorsabad):
 Au cours de ma première année de règne, le peuple de Samarie a été porté à 27 290 personnes. Je me suis emparée.
cinquante chars choisis pour mon équipement royal. J'ai choisis. La ville que j'ai reconstruite. Je l'ai rendu plus grande qu'avant.
Les gens des pays que j'avais conquis s'y sont installés. Mon officiel (tartan) que j'ai placé au-dessus d'eux en tant que gouverneur. (L.ii.4.)
La description de la défaite finale du Royaume du Nord d'Israël semble être un événement mineur dans l'héritage de Sargon. Certains historiens attribuent la facilité de la défaite d'Israël aux deux décennies précédentes d'invasions, de défaites et de déportations.
Certaines estimations supposent une captivité de plusieurs centaines de milliers de personnes, moins ceux qui sont morts pour défendre le royaume et moins ceux qui ont fui volontairement avant et pendant les invasions. Il a également été suggéré que le nombre de personnes déportées par les Assyriens était plutôt limité et que la majeure partie de la population est restée sur place. Il est également prouvé qu'un nombre important de personnes ont fui vers le sud, dans le royaume de Juda. Archéologiquement parlant, on sait que l'invasion s'est accompagnée de destructions et d'abandons à grande échelle sur de nombreux sites. Il existe également des textes cunéiformes qui documentent la présence des Israélites en Assyrie après les déportations.

## Retour d'exil
Contrairement au royaume de Juda, qui a pu revenir de sa captivité babylonienne, les dix tribus du royaume du Nord n’ont jamais eu de décret leur permettant de revenir et de reconstruire leur patrie.
Plusieurs siècles plus tard, les rabbins du royaume restauré de Juda discutaient toujours du retour des dix tribus perdues,. Cependant, l'Assyrie avait été conquise par Babylone et Babylone avait été conquise par les Médo-Perses.
Selon le Livre des Chroniques, chapitre 9, verset 3, les Israélites qui ont pris part au Retour à Sion (en) proviennent de la tribu de Juda aux côtés de la tribu de Siméon qui y a été absorbée, de la tribu de Benjamin, de la tribu de Lévi (Lévites et prêtres) aux côtés des tribus d’ Éphraïm et de Manassé, qui, selon le Livre des Rois 2, chapitre 7, auraient été exilés par les Assyriens (Les chercheurs bibliques Umberto Cassuto et Elia Samuele Artom ont affirmé que les noms de ces deux tribus faisaient référence au reste des dix tribus qui n’a pas été exilé ni absorbé par la population de Judée).
 À Jérusalem, habitèrent les fils de Juda, les fils de Benjamin et les fils d'Éphraïm et de Manassé. Ce verset particulier est souvent mal interprété, car la déclaration évidente qui est faite dans 1 Chroniques 9,1 est celle d’une référence généalogique.
L’indication claire est visible dans 1 Chroniques 9,2 qui mentionne les Néthiniens, qui étaient un peuple conquis par Josué (Josué 9,27).

Cela signifie donc qu'il s'agit d'une époque et d'une ère complètement différente, comme le montre le verset 2, qui indique que les Israélites gagnaient leurs possessions attribuées à leur Dieu YHWH et à son Général responsable, Josué. (1 Chroniques 9,3)
Les Écritures de « l'Ancien Testament » ne sont pas en complètes exactitude avec les écrits des écrivains hébreux. Il s'agit de documents qui témoignent des conquêtes grecques des Judéens pendant et après le règne d'Alexandre, comme l'indique le livre de 1 Machabées 1,1.
L’exactitude historique du prophète Esdras n’est complète que lorsque les détails des 1er et 2ème Esdras sont cités, car c'est là que se trouve l'histoire complète de la dispersion des tribus du Royaume du Nord, présentée dans 2 Esdras (Néhémie 13,40–48).